# Fanny Eaton
Fanny Eaton, née le 23 juin 1835 dans la paroisse de Saint Andrew (Jamaïque) et morte le 4 mars 1924 à Acton (Royaume-Uni), est une modèle et une employée de maison jamaïcaine.  
Elle est surtout connue pour son travail de modèle pour le cercle des Préraphaélites entre 1859 et 1867. Elle est, entre autres, représentée dans l'œuvre The Mother of Moses de Simeon Solomon exposée à la Royal Academy de Londres en 1860. 

## Jeunesse
Fanny Eaton naît Fanny Antwistle ou Entwhistle, le 23 juin 1835 dans la paroisse de Saint Andrew, en Jamaïque. Sa mère, Matilda Foster, une femme d'origine africaine serait née esclave. Aucun père n'a été nommé sur l'acte de naissance, ce qui laisse penser que Fanny Eaton est née d'une union illégitime. Sa mère et elle se rendent en Angleterre dans les années 1840. En 1851, Fanny Eaton est enregistrée comme vivant à Londres et travaillant comme domestique. En 1857, elle épousa James Eaton, propriétaire et chauffeur de cabines de chevaux, né le 17 février 1838 à Shoreditch. Ensemble, ils ont 10 enfants.

## Carrière
Fanny Eaton commence à poser comme modèle par nécessité financière pour subvenir aux besoins de sa famille. Ses traits distinctifs sont choisis par les artistes pour dépeindre une variété d'ethnies et de personnages. Les premières études connues qui la représentent sont des croquis au crayon de l'artiste Simeon Solomon réalisés en 1859. Ces croquis ont servi de préparation de l'œuvre The Mother of Moses, aujourd'hui conservée au Delaware Art Museum. Deux dessins spécifiques de cette série montre Fanny Eaton prenant la forme des deux figures bibliques de Yokébed et Myriam. Le tableau fini est exposé à la Royal Academy en 1860. 
Fanny Eaton semble avoir travaillé avec d'autres artistes, amis de Simeon Salomon, parmi lesquels William Blake Richmond et Albert Joseph Moore. On retrouve son visage dans le tableau de William Blake Richmond intitulé The Slave daté de 1886. L'œuvre fait aujourd'hui partie des collections de la Tate, à la suite d'un achat en 1995.
En 1865, Dante Gabriel Rossetti la représente en demoiselle d'honneur dans son œuvre The Beloved. Elle apparaît également dans un dessin à la craie noire de l'artiste, maintenant conservé au Cantor Arts Center de l'Université de Stanford.
Le tableau Jephthah (1867) de John Everett Millais montre également Fanny Eaton debout sur le côté droit. Elle est également présente dans les œuvres entre autres de Joanna Mary Boyce, et Rebecca Solomon.
Bien que la carrière de modèle de Fanny Eaton semble avoir été courte, le corpus d'œuvres dans lequel elle figure est assez vaste. Dans une lettre à Ford Madox Brown, Dante Gabriel Rossetti fait l'éloge de la modèle pour sa beauté incomparable et sa « tête très fine », un exploit non négligeable étant donné que l'époque est tristement célèbre pour ses normes de beauté rigides et ses préjugés raciaux. 
Par sa présence, Fanny Eaton représente un groupe social souvent exclus de représentations traditionnelles. Son apparition dans les peintures attire l'attention sur personnes noires dans la société victorienne, mettant en avant les attentes sociétales des femmes noires. L'art de l'époque dépeignait généralement les personnes de couleur comme des personnages décoratifs, elles étaient rarement considérées comme des modèles de premier plan[réf. nécessaire].

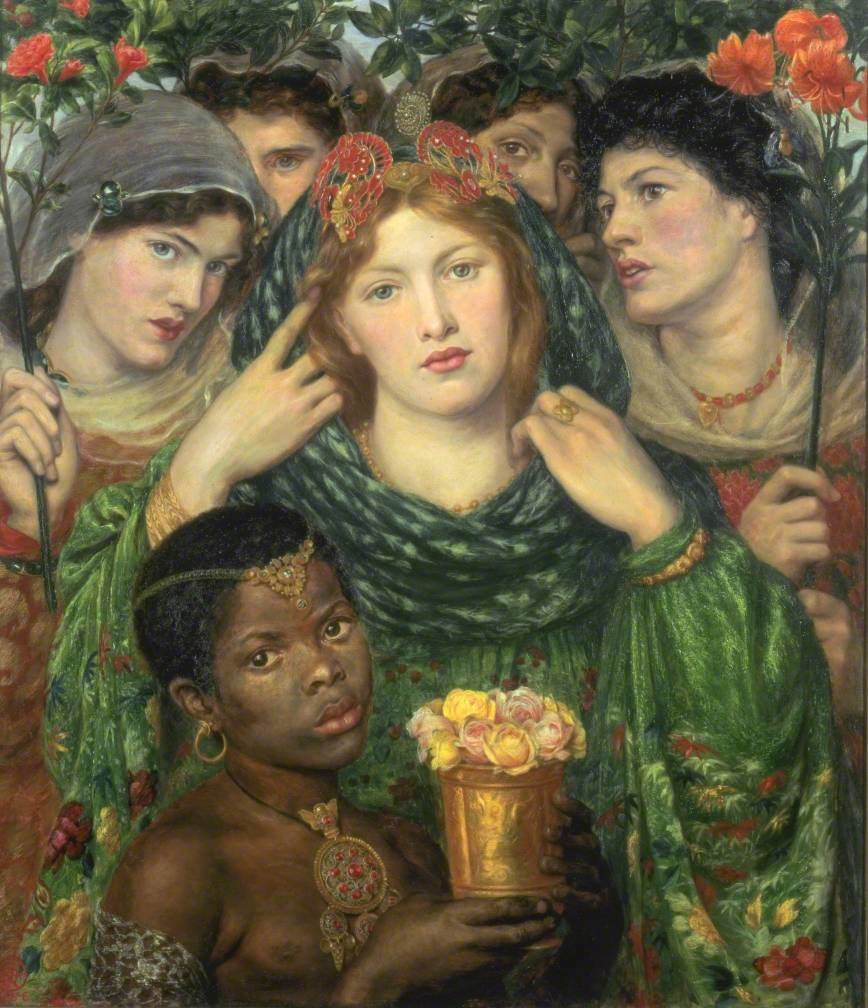
Dante Gabriel Rossetti, La Bien-aimée, 1865-1866
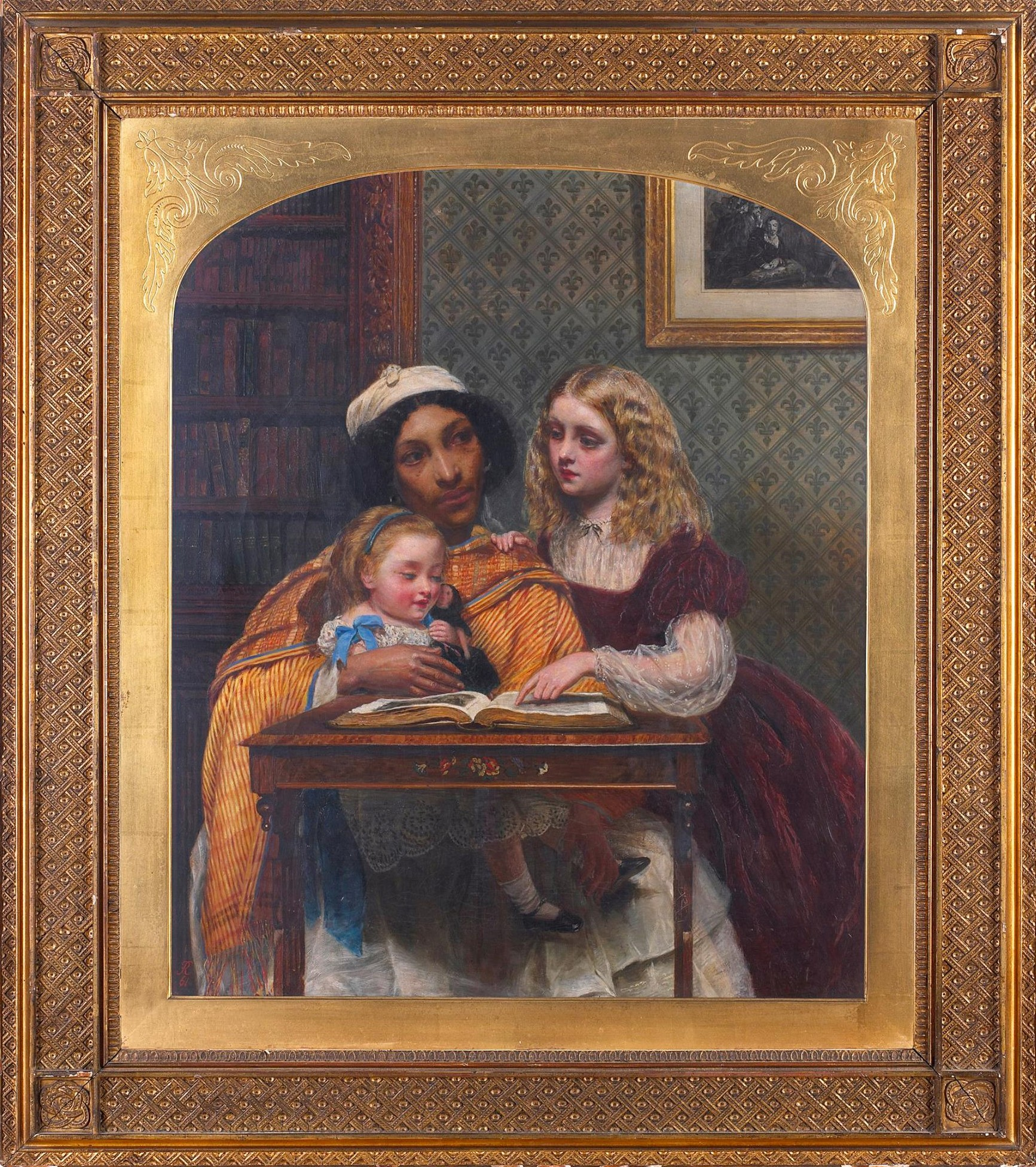
Rebecca Solomon, The Young Teacher, 1861
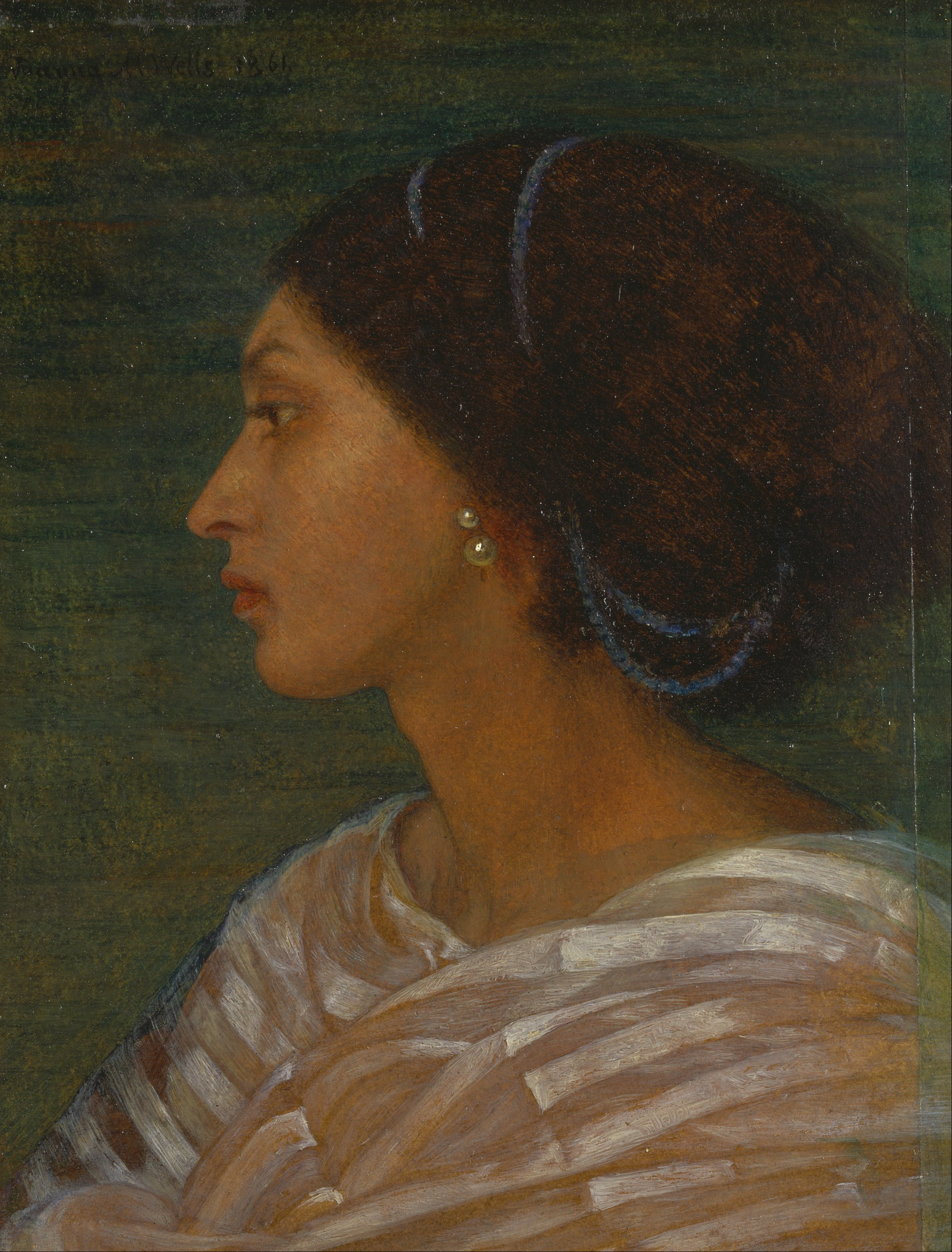
Joanna Boyce Wells, Head of a Mulatto Woman (Mrs. Eaton), 1861
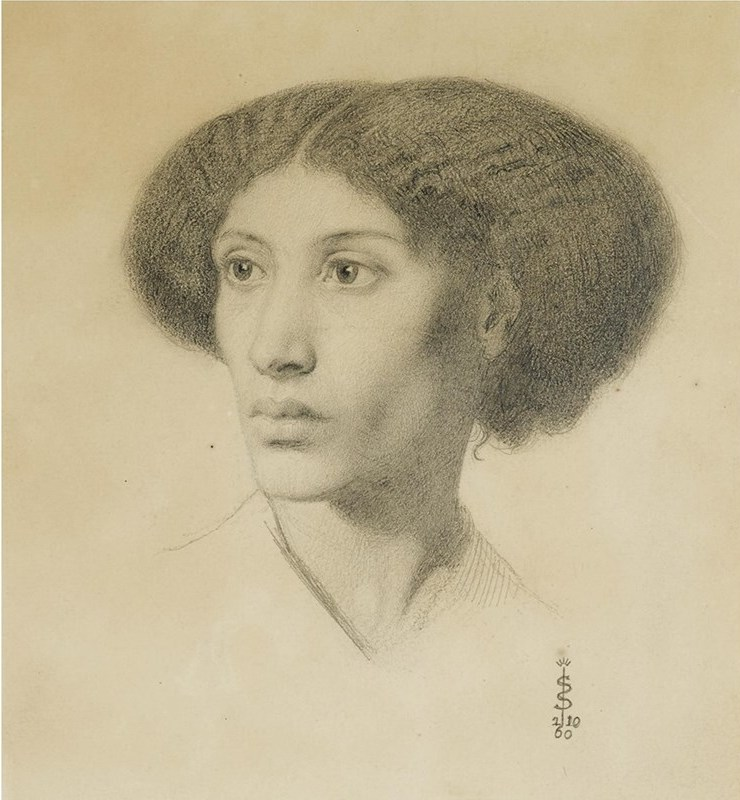
Simeon Solomon, Fanny Eaton

## Décès
En 1881, alors devenue veuve, Fanny Eaton travaille comme couturière. Puis, au cours des dernières années de sa vie, elle a travaillé comme domestique sur l'île de Wight pour un marchand de vin et sa femme, John et Fanny Hall. En 1911, elle réside avec sa fille Julia, son gendre Thomas Powell et ses petits-enfants Baden et Connie Powell à Hammersmith. 
Fanny Eaton meurt à Acton le 4 mars 1924 à l'âge de 89 ans de sénilité et de syncope.

## Reconnaissance
En 2018, pour célébrer le 100e anniversaire du droit de vote des femmes, le journal The Voice a répertorié Fanny Eaton - aux côtés de Kathleen Wrasama, Olive Morris, Connie Mark, Diane Abbott, Lilian Bader, Margaret Busby et Mary Seacole - parmi huit femmes noires qui ont contribué au développement de la Grande-Bretagne.
En octobre 2019 à janvier 2020, elle était l'une des 12 femmes incluses dans l'exposition Pre-Raphaelite Sisters à la National Portrait Gallery de Londres,.
Le 18 novembre 2020, un Google doodle lui rend hommage.